# Sainte-Rose (Guadalupa)
Sainte-Rose è un comune francese di 20.463 abitanti situato nella parte settentrionale dell'isola di Basse-Terre e facente parte del dipartimento d'oltre mare di Guadalupa.